# Arcola (Mississipi)
Arcola és una població dels Estats Units a l'estat de Mississipi. Segons el cens del 2000 tenia 563 habitants.

## Demografia
Segons el cens del 2000, Arcola tenia 563 habitants, 183 habitatges, i 122 famílies. La densitat de població era de 988,1 habitants per km².
Dels 183 habitatges en un 36,6% hi vivien nens de menys de 18 anys, en un 23% hi vivien parelles casades, en un 36,1% dones solteres, i en un 33,3% no eren unitats familiars. En el 27,9% dels habitatges hi vivien persones soles el 13,7% de les quals corresponia a persones de 65 anys o més que vivien soles. El nombre mitjà de persones vivint en cada habitatge era de 3,08 i el nombre mitjà de persones que vivien en cada família era de 3,83.
Per edats la població es repartia de la següent manera: un 36,6% tenia menys de 18 anys, un 10,3% entre 18 i 24, un 25,8% entre 25 i 44, un 18,5% de 45 a 60 i un 8,9% 65 anys o més.
L'edat mediana era de 28 anys. Per cada 100 dones de 18 o més anys hi havia 71,6 homes.
La renda mediana per habitatge era de 18.409 $ i la renda mediana per família de 18.594 $. Els homes tenien una renda mediana de 22.321 $ mentre que les dones 13.466 $. La renda per capita de la població era de 6.827 $. Entorn del 43,4% de les famílies i el 49,7% de la població estaven per davall del llindar de pobresa.

## Poblacions més properes
El següent diagrama mostra les poblacions més properes.